# Betula neoalaskana
Betula neoalaskana (sin. B. resinifera) es una especie de árbol perteneciente a la familia de las betuláceas.

## Descripción
Este árbol crece normalmente hasta los 15-20 m de altura, en ocasiones hasta 25 m, y alcanza un diámetro de 20-40 cm, rara vez a más de 60 cm. Tiene una pequeña corona. Crece en una variedad de hábitats, en los humedales a una altitud de 100-1200 m. La corteza madura varía ampliamente de color, desde el color blanco puro hasta el rojo, amarillo, rosado o gris. Las cortezas de las ramas, las plantas de semillero y los árboles jóvenes son oscuras, de color rojizo a casi negro, y cubiertas de glándulas de resina. Las hojas son ovado-triangulares de 3-8 cm de largo y 2-6 cm ancho, con una base truncada y un ápice acuminado con un doble margen serrado. El fruto tiene 2-4 cm de largo y 1 cm de ancho.

## Distribución geográfica
Es nativo de Alaska y el norte de Canadá. Su área de distribución abarca la mayoría del interior de Alaska, y se extiende desde el sur de Brooks Range al Chugach Mountains en Alaska, incluida el brazo Turnagain y la mitad norte de la península de Kenai, al este de Norton Sound en el oeste de Ontario, y el norte de los Territorios del Noroeste y el sur de Nunavut.

## Híbridos
Si bien es diploide, con estrecha relación con la Betula pendula de Eurasia y con Betula populifolia de la zona oriental de América, con frecuencia hibrida con el hexaploide Betula papyrifera, y el híbrido se conoce como Betula × winteri. Los híbridos también se producen con Betula glandulosa, llamándose Betula × uliginosa. 

## Taxonomía
Betula neoalaskana fue descrita por Charles Sprague Sargent y publicado en Journal of the Arnold Arboretum 3(4): 206. 1922.
Etimología
Betula: nombre genérico que dieron los griegos al abedul.
neoalaskana: epíteto geográfico que alude a su localización en Alaska.
Sinonimia
- Betula alaskana Sarg.
- Betula alba var. humilis Regel
- Betula papyrifera subsp. humilis (Regel) A.E.Murray
- Betula papyrifera var. humilis (Regel) Fernald]] & Raup
- Betula papyrifera subsp. neoalaskana (Sarg.) E.Murray
- Betula papyrifera var. neoalaskana (Sarg.) Raup
- Betula resinifera Britton[2][3][4]